# بويان سوبوتيتش
بويان سوبوتيتش (بالصربية: Бојан Суботић)‏ مواليد 17 ديسمبر 1990 في تيفات، جمهورية يوغوسلافيا الاشتراكية الاتحادية، هو لاعب كرة سلة مونتينيغري. بدأ مسيرته الاحترافية في سنة 2009. يحمل الرقم 7. يبلغ طوله 6 قدم 8 بوصة (2.0 م).

## المسيرة الاحترافية
لعب مع نادي إف إم بي لكرة السلة في سنة 2011، ثم لعب مع نادي ريد ستار لكرة السلة من سنة 2011 إلى 2013، ثم لعب مع نادي بودوشنوست لكرة السلة في سنة 2013.

## روابط خارجية
- بويان سوبوتيتش على موقع الاتحاد الدولي لكرة السلة (الإنجليزية)
- بويان سوبوتيتش على موقع كرة السلة الأوروبية.كوم (الإنجليزية)
- بويان سوبوتيتش على موقع ريلجم (الإنجليزية)
- بويان سوبوتيتش على موقع بروبوليرز (الإنجليزية)
- بويان سوبوتيتش على موقع سبورتس رفرنس (الإنجليزية)